# عزيزي إم
عزيزي.إم (بالكورية: 디어엠)؛ هو مسلسل تلفزيوني كوري جنوبي، بطولة بارك هي-سو، جيونغ جاي هيون، روه جيونغ إيوي وباي هيون سونغ. إنه جزء منشق من سلسلة الويب "قائمة تشغيل الحب. يتبع المسلسل الحياة الجامعية لأربعة طلاب في جامعة سيوايون أثناء بحثهم عن "ام" - كاتب مقال مجتمعي. تم اصداره على فيكي في آواخر يونيو 2022. بدأ عرضه على كي بي إس جوي في 14 أبريل 2025.

## القصة
تنقلب الأمور رأسًا على عقب في البحث عن «ام» عندما يتم نشر اعتراف مجهول في منتدى طلاب جامعة سيوايون. يقدم طلاب أربعة قادمين من أقسام مختلفة في الجامعة - بالبحث عن المدعو «ام». كما يمرون بالحياة الجامعية ويبنون الصداقات والرومانسية خلال بحثهم.

## طاقم

### دور رئيسي

#### مسكن النساء الغرفة 103
- بارك هاي سو في دور دور ما جو آه[7]

ما جو آه (21) طالبة في السنة الثانية في قسم إدارة الأعمال (مسجلة في 2019). حلمها أن تجد حبها الأول. هي مليئة بالطاقة وهي الابنة الوحيدة التي ربتها أم عزباء. مبتهجة ودافئة القلب، كانت صديقة لـ تشا مين هو منذ اثني عشر عامًا. نظرًا لطبيعتها الفضولية، فهي تتدخل دائمًا في أعمال أصدقائها، لكنها أيضًا كريمة ومستعدة لمساعدة أي شخص يحتاج إليها.
- روه جيونغ ايوي في دور سيو جي مين[8]

سيو جي مين (22) طالبة في السنة الثانية في قسم الاقتصاد (مسجلة في 2019). حلمها أن تصبح زعيمة فرقة التشجيع. جي مين بارعة جدًا في المواقف الاجتماعية، وتعرف كيف يقف بجرأة أمام كبار السن في مواجهة الظلم.
- وو دا في في دور هوانغ بو يونغ.[9]

هوانغ بو يونغ (24) هي طالب في السنة الأولى في قسم إدارة الأعمال (مسجلة في 2020). حلمها أن تكون قادرة على أكل كل ما تريد. على عكس مظهرها الشاب واللطيف، فهي طالبة جامعية أنيقة للغاية تبلغ من العمر 24 عامًا. إنها متعاطفة للغاية وجيدة في اكتشاف المشاعر الخفية.

#### مسكن الرجال الغرفة 203
- جيونغ جاي هيون في دور تشا مين هو[8]

تشا مين هو (21 عامًا) طالب في السنة الثانية في قسم علوم الكمبيوتر (مسجل في عام 2019). حلمه هو أن يصبح مطور تطبيقات وأن يشتري منزلًا لأخته. إنه جريء ولديه شجاعة جيدة، مع تخصصه في إثارة مضايقة ما جو آه التي كانت أفضل الأصدقاء لديه لمدة 12 عامًا. يتمتع مين هو بموهبة تطوير التطبيقات بأفكاره المبتكرة. بعد تطوير تطبيق لمكافحة التنمر في المدرسة الثانوية، التحق بجامعة سيو ايون من خلال قبول خاص.
- باي هيون سونغ بدور بارك ها نيول[10]

بارك ها نيول (22 عامًا) هو طالب في السنة الثالثة في قسم علوم الكمبيوتر (مسجل في 2018). مع وفاة والده مؤخرًا في الشتاء الماضي، أدرك أنه في أول عامين من دراسته في الجامعة، لم تكن لديه أهداف واضحة وكان يعيش حياة فوضوية. لذلك، في الفصل الدراسي الثاني من سنته الثالثة، انتقل بجرأة إلى قسم علوم الكمبيوتر لمتابعة حلمه في أن يصبح مطور ألعاب.
- لي جين هيوك في دور جيل موك جين[10]

جيل موك جين (23) طالب في السنة الثانية في قسم علم النفس (مسجل في 2017). حلمه هو ألا يكون أعزب بعد الآن. يُعتبر صانع مزاج يتمتع بشخصية صاخبة ومنفتحة. على النقيض من ذلك، فهو صارم أيضًا عندما يتعلق الأمر بالتنظيف ويحب قضاء الوقت في التسوق لشراء أدوات التنظيف. مو جين هو طالب أكبر سنًا عاد من إكمال خدمته العسكرية.

## الإصدار
تأجل بث الحلقة الأولى من موعد العرض الأول المقرر له أصلاً في 26 فبراير 2021، على قناة KBS2 ، في ضوء مزاعم قضايا التنمر ضد الممثلة الرئيسية بارك هاي-سو.
في 29 يونيو 2022، صدرت الحلقات الست الأولى من مسلسل رقميًا على Viki و U-Next. وتم إصدار حلقاته الست الأخرى في 6 يوليو 2022.

## البث الدولي
سيكون المسلسل متاح بترجمة متعددة اللغات على منصة iQIYI في جنوب شرق آسيا.
سيكون المسلسل متاح للبث ايضاً عبر منصة Viu في إندونيسيا والفلبين وسنغافورة وتايلاند.

## روابط خارجية
- الموقع الرسمي
 (بالكورية)
- عزيزي إم  في قاعدة بيانات الأفلام على الإنترنت (بالإنجليزية)
- عزيزي إم على هانسينما
- عزيزي إم على آي تشي يي